# 34 км (зупинний пункт, Куп'янська дирекція Південної залізниці)
34 кіломе́тр — пасажирський залізничний зупинний пункт Куп'янської дирекції Південної залізниці.
Розташований на півночі смт Борова, Борівський район, Харківської області на лінії Куп'янськ-Вузловий — Тропа між станціями Імені Олега Крючкова (9 км) та Переддонбасівська (4 км).
Станом на травень 2019 року щодоби три пари приміських електропоїздів здійснюють перевезення за маршрутом Куп'янськ-Вузловий — Святогірськ.